# تپه قزلر قلعه جهان
تپه قزلر قلعه جهان مربوط به دوره هخامنشی - اواخر دوره اشکانیان است و در شهرستان اسفراین، بخش بام و صفی آباد، روستای جهان، و در تاریخ ۳۰ بهمن ۱۳۸۶ با شمارهٔ ثبت ۲۱۰۹۵ به‌عنوان یکی از آثار ملی ایران به ثبت رسیده است.